# Georg Muche
Georg Muche (Querfurt, 1895-Lindau, 1986) foi um arquiteto e pintor expressionista alemão associado à Bauhaus.
Começou a carreira artística com composições abstratas passando, no final dos anos 20, para uma pintura lírica-decorativa com formas vegetais e orgânicas. A partir de 1945 dedicou-se principalmente a temas figurativos.